# Déclaration de Moscou

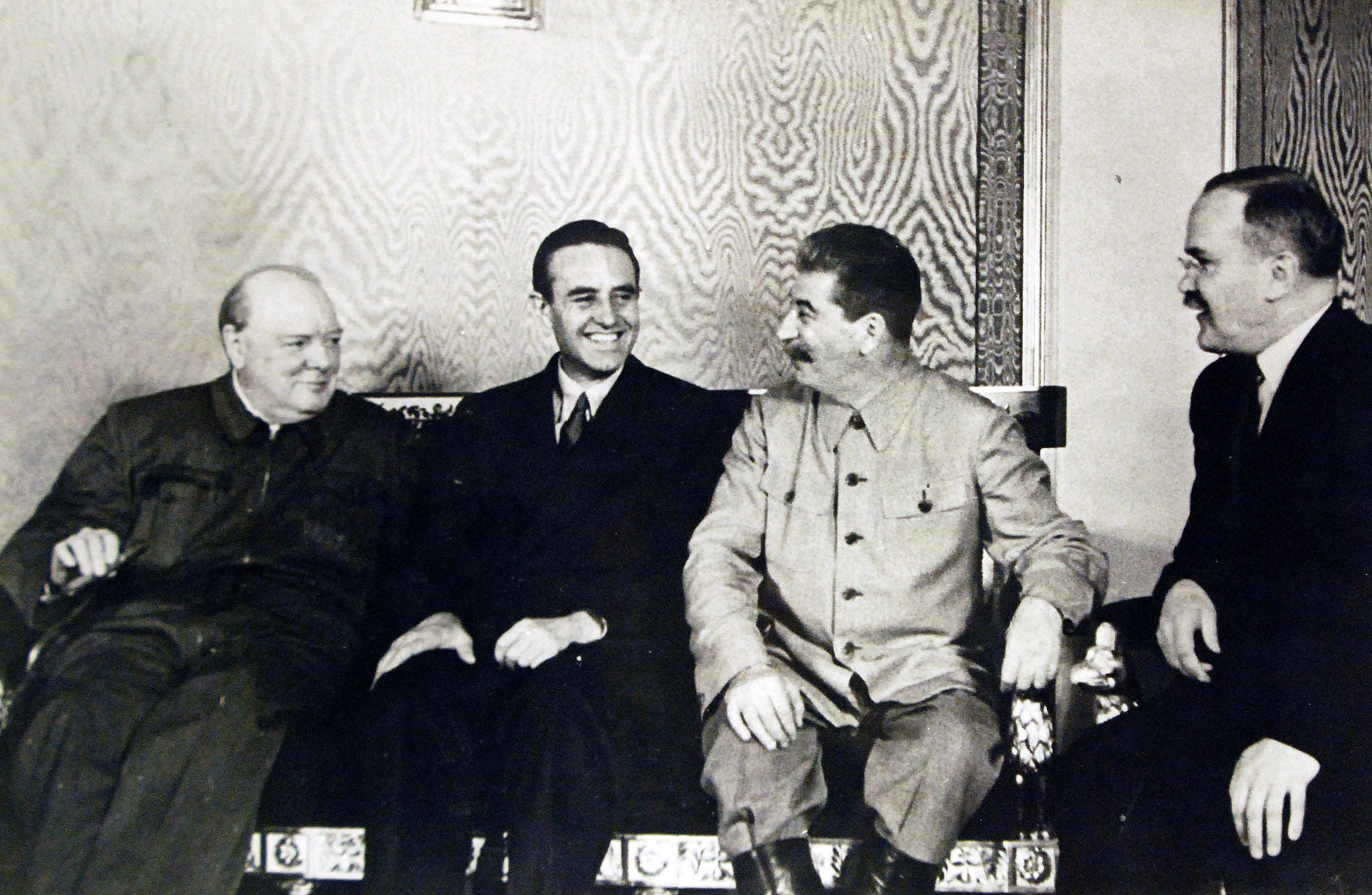
La conférence de Moscou de 1942 (un an plus tôt), de gauche à droite : Winston Churchill, William Averell Harriman, Joseph Staline, Viatcheslav Molotov.

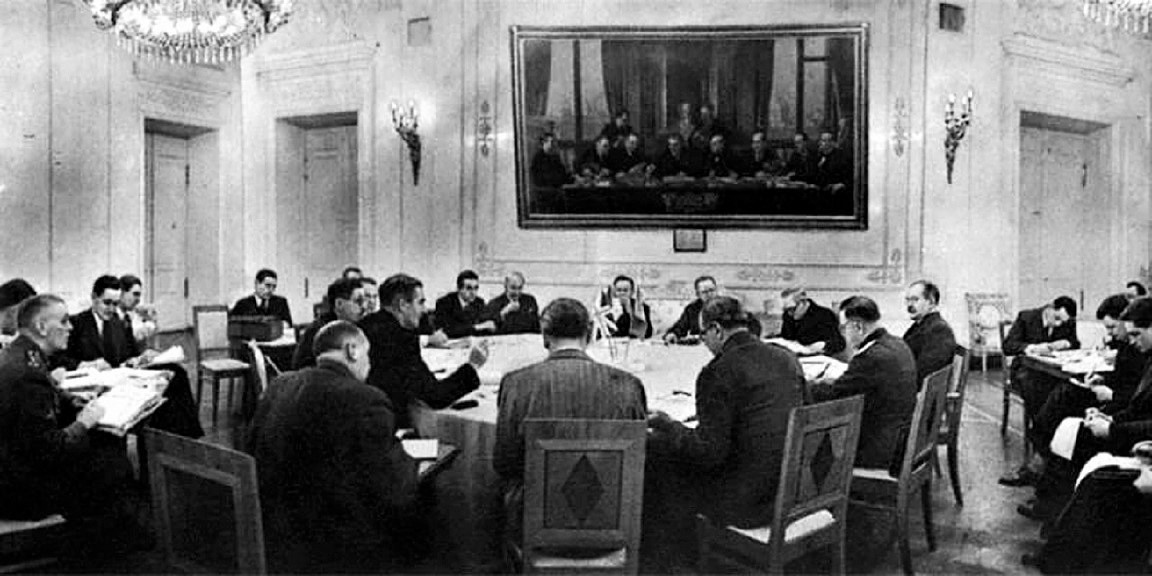
La conférence de Moscou de 1943 (la troisième) : les participants autour de la table de négociation.

La déclaration de Moscou fait référence à l’ensemble des quatre déclarations conclusives des réunions de la troisième conférence de Moscou tripartite (États-Unis, Royaume-Uni et URSS) ou quadripartite (avec la Chine) qui se tinrent du 19 au 30 octobre 1943 à Moscou.

## Déclaration des Quatre Nations
Considérée comme l’un des textes préparatoires de la Charte des Nations unies, la Déclaration des Quatre Nations (Joint Four-Nation Declaration) est signée par les membres de la conférence de Moscou tripartite ainsi que par la Chine. 
Cette déclaration porte sur « la nécessité d'assurer une transition rapide et ordonnée de la guerre à la paix et d'établir et de maintenir la paix et la sécurité internationales avec le minimum de détournement des ressources humaines et économiques du monde au profit de l'armement ».  
Les signataires « reconnaissent la nécessité d'établir aussitôt que possible, en vue de la paix et de la sécurité internationales, une organisation internationale fondée sur le principe de l'égalité souveraine de tous les États pacifiques et ouverte à tous les États, grands et petits ».  
L'idée d’une organisation internationale chargée de maintenir la paix après la fin de la Seconde Guerre mondiale est énoncée explicitement pour la première fois dans un document officiel.

## Déclaration sur les atrocités
Faite par les trois puissances alliées « au nom des trente-deux Nations unies », la Déclaration sur les atrocités (Statement on Atrocities), signée par Roosevelt, Churchill et Staline, est un avertissement solennel aux auteurs « d’atrocités, massacres et exécutions » : 
« Prévenons ceux qui jusqu’à présent n’ont pas trempé leurs mains dans le sang innocent qu’ils craignent de rejoindre les rangs des coupables, parce qu’il n’est pas douteux que les trois puissances alliées les poursuivront jusqu’aux confins de la Terre pour les remettre aux mains de leurs accusateurs de façon que justice soit rendue. »

La déclaration sur les atrocités dispose que les criminels seront ramenés dans le pays où ils ont commis leurs crimes, pour y être jugés :
« (…) les officiers et soldats allemands et les membres du parti nazi qui ont été responsables de ou ont pris part volontairement dans les atrocités précitées, dans les massacres et exécutions, seront renvoyés dans les pays dans lesquels ces actes abominables ont été commis, à l’effet qu’ils puissent être jugés et punis selon les lois de ces pays libérés et des gouvernements libres qu’elles y mettront en place. »
La déclaration réserve par avance une procédure particulière aux « criminels allemands dont les crimes sont sans localisation géographique précise » en indiquant qu'ils feront l'objet d'une « décision conjointe du gouvernement des Alliés ». Les tribunaux militaires international et américain de Nuremberg furent créés à cette fin.
La Déclaration sur les atrocités et le texte de l’Accord de Londres du 8 août 1945 — qui institue le Tribunal militaire international pour les grands criminels de guerre des puissances européennes de l'Axe — sont joints à la loi n° 10 promulguée par le Conseil de contrôle allié en Allemagne sur le « châtiment des personnes coupables de crimes de guerre, crimes contre la paix et contre l’humanité ». C’est l’une des bases légales des tribunaux militaires des armées alliées d'occupation qui jugèrent les criminels de guerre dans leur zone.

## Déclaration sur l’Italie
La Déclaration sur l’Italie (Declaration on Italy) affirme que le fascisme et son influence doivent être éradiqués et qu’il y aura lieu de donner au peuple italien toutes les chances d'établir des institutions fondées sur des principes démocratiques.

## Déclaration sur l’Autriche
La Déclaration sur l’Autriche (Declaration on Austria) affirme que l'annexion (Anschluss) de l'Autriche par l'Allemagne est nulle et non avenue, et appelle à la création d'une Autriche libre après la victoire sur l'Allemagne nazie.